# 삼서이보

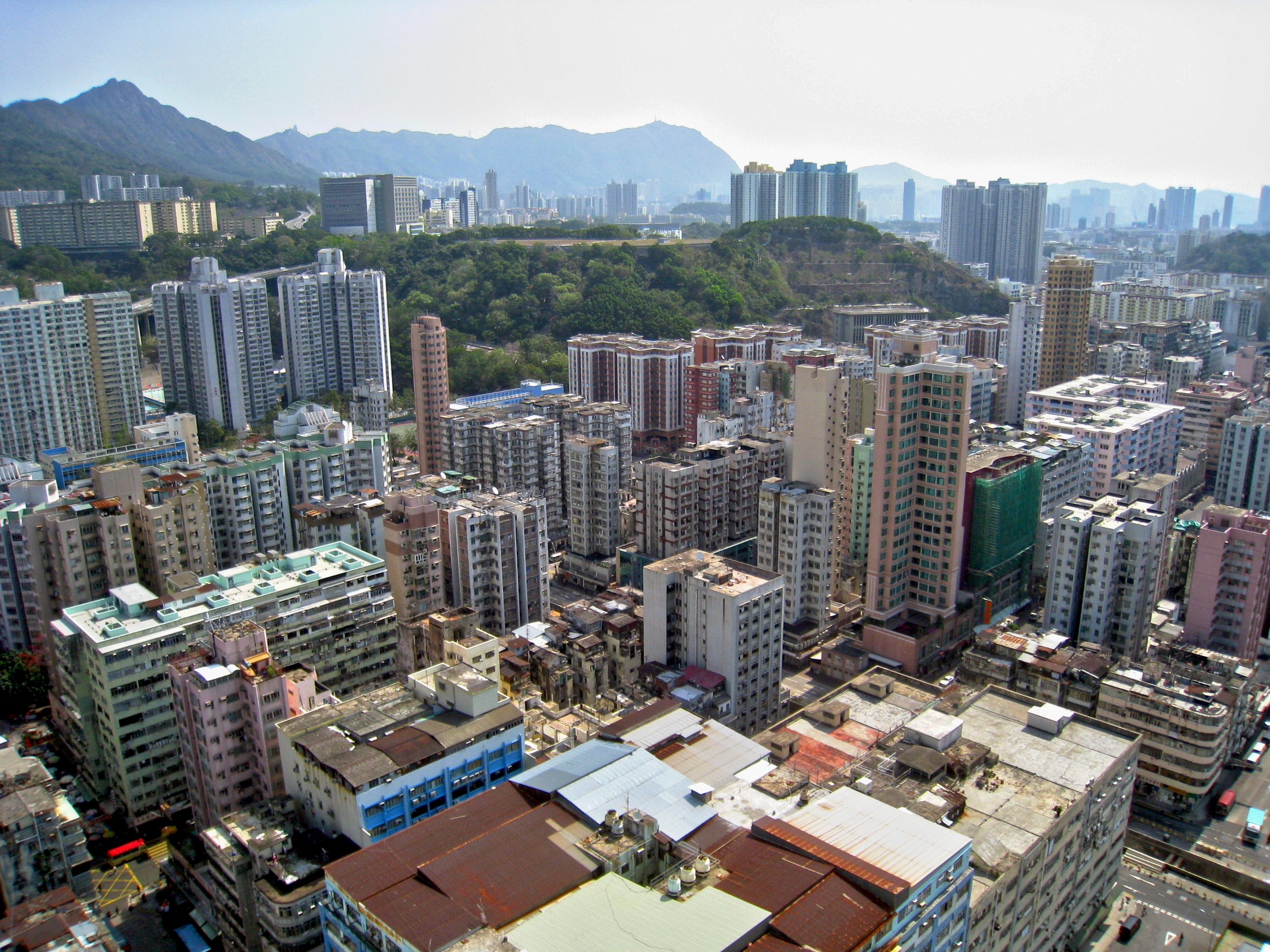
삼서이보의 전경

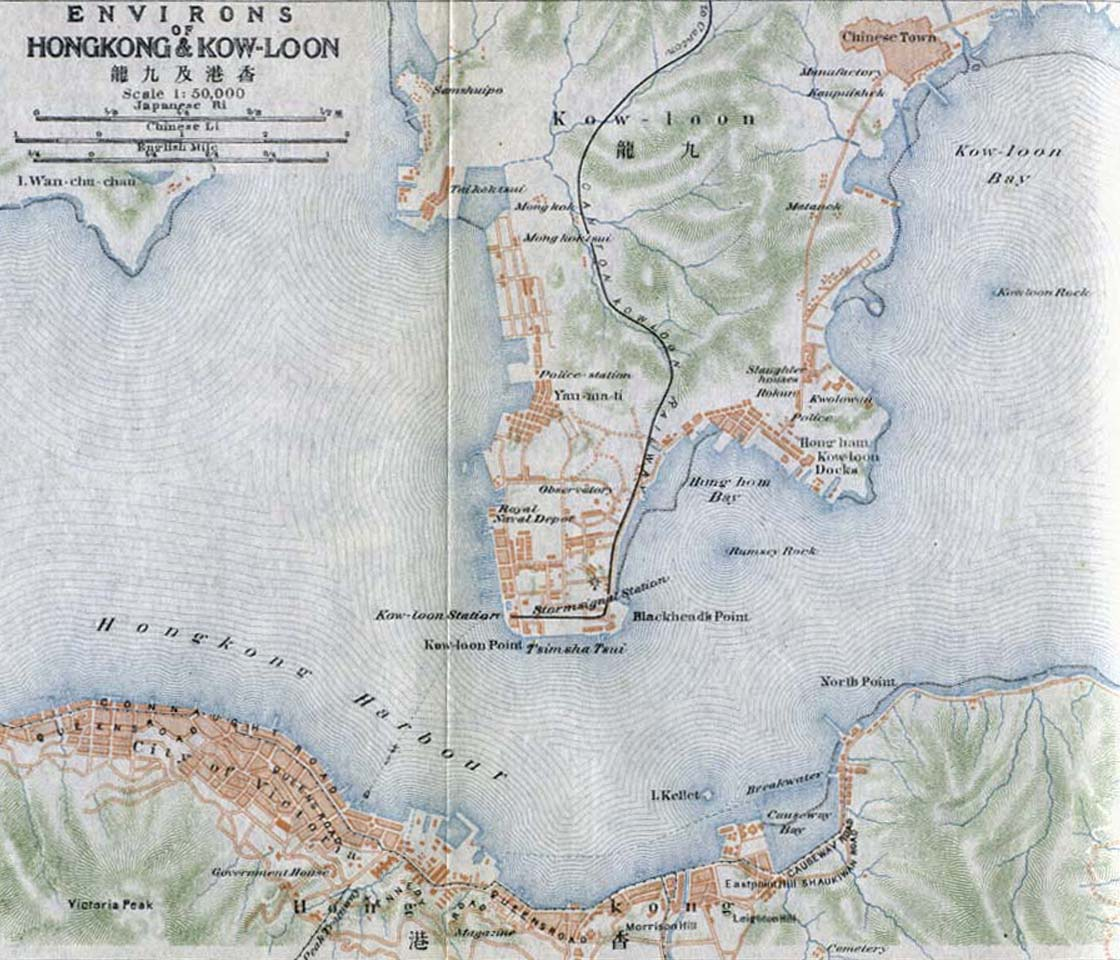
가우룽반도의 지도 (1915년), 북서쪽이 삼서이보

삼서이보(중국어: 深水埗, 영어: Sham Shui Po)는 홍콩 가우룽 북서부의 주택, 상공업 지구이다. 행정구역으로는 삼서이보구에 속한다.

## 개요
홍콩 가우룽반도의 북서부에 위치하는 지구로, 홍콩 안에서 특히 소득 수준이 낮은 지구이며, 베이징어를 쓰는 중국 본토계의 주민이 비교적 많은 지구이다.
버스는 편수, 계통 수 모두 많고 지하철 췬완선의 삼서이보역이 근처역이다.
고등 컴퓨터 중심 등 전자상가가 있어, 같은 가우룽의 웡곡과 함께 '홍콩의 아키하바라'로 불린다. 이곳은 주말만 되면 상점 안은 사람으로 빽빽이 가득 찰 정도로 혼잡함을 보인다.
또 복식 관계, 장난감 등의 도매상이 많은 거리로서도 알려져 있다.
한편 가우룽 유수의 쇼핑몰의 하나인 드래곤 센터(사이가우룽중삼/서구룡중심)이 이곳에 있고, 건물의 최상층에는 옥내 제트 코스터가 있다(현재는 운전되지 않고 레일과 차량이 방치되어 있다).
또 매립지 서쪽의 해안에는 고층의 인구 주택지가 펼쳐지고 홍콩 지하철 둥충선의 남청역이 있다. 남청역 주변도 넓은 의미에서 삼서이보 지구에 속한다.